# Inno delle nazioni

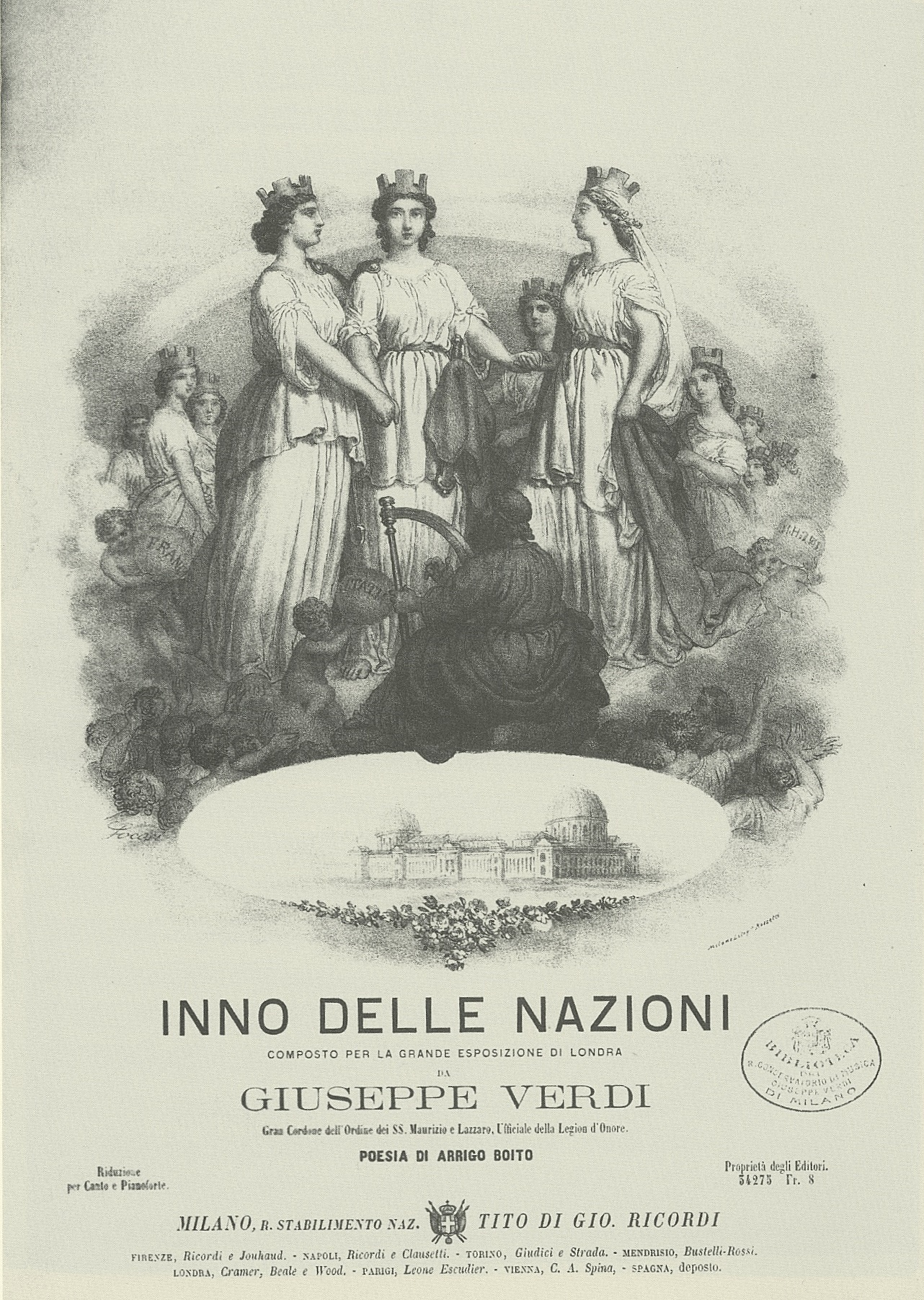
Affiche représentant l'inno delle nazioni de Giuseppe Verdi.

L'Inno delle nazioni (Hymne des nations en français) est une cantate profane composée par Giuseppe Verdi sur un texte d'Arrigo Boito pour l'Exposition universelle de 1862 et créée le 24 mai 1862 à la Royal Opera House de Londres.

## Historique
Une commission royale fut chargée, au temps de la reine Victoria, d'organiser l'Exposition universelle de 1862 à Londres. Elle chargea des compositeurs de quatre pays : l'Allemagne (Giacomo Meyerbeer), la France (Daniel-François-Esprit Auber), la Grande-Bretagne (William Sterndale Bennett) et l'Italie récemment constituée en royaume, de composer une musique festive pour cette occasion. Pour ce dernier pays, ce fut tout d'abord Gioachino Rossini qui fut pressenti, mais lorsque celui-ci déclina l'offre, le choix se porta sur Giuseppe Verdi. Verdi venait tout juste de terminer la composition de son opéra La forza del destino.
En 1861, l'Italie venait, pour l'essentiel de son territoire, de gagner son indépendance et de se constituer en royaume après les multiples péripéties du Risorgimento. Seul le Latium, dernier reste des États pontificaux, échappait encore à la réunification complète. Dans cette atmosphère d'exaltation, Verdi fit la connaissance du poète et compositeur Arrigo Boito, âgé de seulement vingt ans, qui écrivit le texte de la cantate comme appel à la paix et à l'amitié entre les peuples. En contraste avec le texte de Boito, la composition se finit, non par une Ode à l'Art, mais par le God Save the Queen.
Malgré la commande officielle et la présentation de l'œuvre que Verdi termina à Paris entre le 24 février et le 31 mars 1862, la cantate de Verdi ne fut pas exécutée lors du concert d'inauguration avec les odes de Meyerbeer, Auber et Bennett, mais lors d'un concert complémentaire à l'opéra royal ; la partie de soliste, que Verdi avait initialement écrite pour le ténor Enrico Tamberlick fut interprétée par la soprano Therese Tietjens (en). Il est possible que ceci soit dû au fait que Verdi ait remplacé dans la partie orchestrale, l'hymne à l'empereur Napoléon III par la Marseillaise, symbole de la République.

## Orchestration et forme musicale
L'orchestration de la cantate comprend : 2 flûtes, 1 piccolo, 2 hautbois, 2 clarinettes, 2 bassons, 4 cors, 2 trompettes, 3 trombones, cimbasso, timbales, grosse caisse, percussions, 2 harpes, cordes accompagnant un ténor (le barde) et un chœur mixte.
Après un court prélude commence le chœur introductif (Gloria pei cieli altissime). Dans le solo qui suit (Spettacolo sublime !), le barde jette un regard rétrospectif sur la misère des conflits du passé, loue la paix immédiate et appelle à l'amitié entre les peuples (Fratellanza). En conclusion de la prière qui suit (Signor, che sulla terra), qui est répétée par le chœur, le barde salue l'Angleterre (Salve, Inghilterra) et la France (O Francia), cependant que l'orchestre joue l'hymne national anglais God Save the Queen et la Marseillaise. Suit un hymne à l’Italie, (O Italia, o Italia, o patria mia), où Fratelli d'Italia est cité. La partie finale de la composition comprend le God Save the Queen, suivi d’une partie en contrepoint combinant God Save the Queen, la Marseillaise et Fratelli d'Italia où ces airs se superposent dans une forme rudimentaire de polyphonie. Après une ultime répétition du God Save the Queen l’œuvre se termine par le mot Gloria.
Dès le prélude et le chœur introductif se ressent un avant-goût de l'opéra Aida que Verdi composa en 1870. Ainsi, le motif fortissimo du chœur initial du Gloria i venturi populi présente une similitude extraordinaire avec la scène de triomphe de l'acte II d'Aida. Pour Julian Budden, le spécialiste de Verdi, ce morceau est un coup de génie ; mais il ne voit dans cette œuvre pas d'autre valeur que sa fonction de préfiguration du finale de l'acte II.

## Exécution mémorable
En juillet 1943 (ou selon d'autres sources décembre 1943 voire mai 1944), pendant la Seconde Guerre mondiale, Arturo Toscanini qui avait été contraint à l'émigration par la dictature fasciste, dirigea pendant un concert Verdi aux États-Unis l'Inno delle nazioni en détournant son sens politique. Ainsi il termina la cantate par le chant choral de l'Internationale (hymne de l'URSS) et de l'hymne des États-Unis, The Star-Spangled Banner afin d'associer les quatre puissances en guerre contre l'Allemagne hitlérienne, dans une orchestration de son cru. Il changea aussi le texte de la cantate en remplaçant O Italia, o patria mia par O Italia, o patria mia tradita.